# Мастерсон, Бэт
Уильям Барклай «Бэт» Мастерсон (англ. William Barclay "Bat" Masterson; 26 ноября 1853, Квебек — 25 октября 1921, Нью-Йорк, Нью-Йорк) — американский страж закона времён Дикого Запада, скаут армии, игрок в покер, охотник на бизонов, рыбак, спортивный журналист.

## Биография
Родился в 1856 году в канадском городе Генривилл в семье ирландских эмигрантов, позже переехавшей в США — сначала в Нью-Йорк, затем в Иллинойс и далее в Канзас, в местность Вичита, где основали ферму. Уильям Мастерсон был вторым ребёнком в семье и имел пять братьев и двух сестёр. До подросткового возраста работал на родительской ферме, после чего он и ещё два его брата ушли из дому, чтобы стать охотниками на бизонов. Вскоре он покинул своих братьев и стал разведчиком (скаутом) в армии США. В этой должности он участвовал в Индейских войнах против кайова и команчей, в том числе во Второй битве при Эдоуб-Уоллс в 1874 году, лично убив нескольких команчей.
Его первая дуэль произошла в 1876 году в городке Свитуотер, Техас. Мастерсон, по его рассказам, стрелялся с другим человеком из-за девушки. Он убил соперника выстрелом, однако и сам получил тяжёлое пулевое ранение в область таза. Тем не менее, Мастерсон оправился после него, хотя и был вынужден до конца жизни ходить с тростью, которая стала неотъемлемой частью его образа. В 1877 году он воссоединился со своими братьями в Додж-Сити, Канзас. Вскоре после приезда в город Мастерсон вступил в конфликт с местным маршалом, по его мнению, несправедливо арестовавшим человека, за что сам был подвергнут аресту и оштрафован, однако вскоре освобождён городским советом. В скором времени он стал заместителем легендарного шерифа Уайетта Эрпа, с которым они познакомились за несколько лет до того, когда оба занимались охотой на бизонов, а в 1879 году стал окружным шерифом в округе Форд в Канзасе. На этой должности Мастерсон убил множество известных бандитов, в том числе грабителей поездов, и стал одним из самых известных и неоднозначных героев Дикого Запада.
В течение нескольких последующих лет активно странствовал по городам Дикого Запада, зарабатывая на жизнь игрой в покер, и был известен как удивительно меткий стрелок. Примерно с 1883 года начал писать репортажи о боксе. 21 ноября 1891 года женился на актрисе Эмме Уолтерс. Через общего знакомого сумел познакомиться с президентом США Теодором Рузвельтом, который дал ему должность маршала в южном округе Нью-Йорка, на которой он работал до 1912 года. В последние годы жизни зарабатывал литературным и журналистским трудом и давал интервью.
Умер в 1921 году от сердечного приступа.
В 1958 году на телеэкраны вышел телесериал «Бэт Мастерсон», рассказывающий о его жизни и приключениях. Длился три года, состоит из 107 эпизодов.